# Pawlo Makow

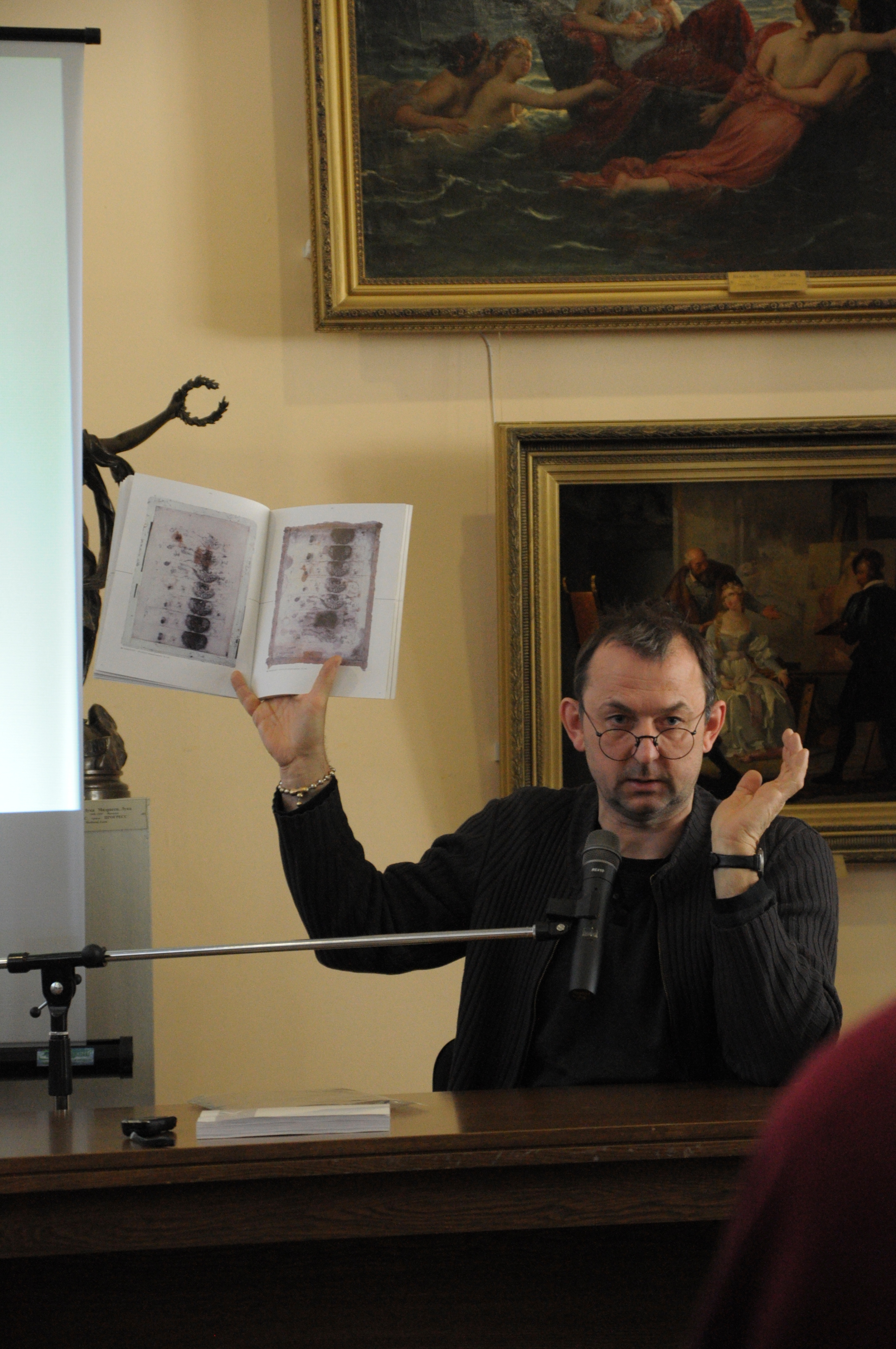
Kunstmuseum Donezk. Vortrag über zeitgenössische Kunst, organisiert von der Stiftung Isoljazija. 2011

Pawlo Mykolajowytsch Makow (ukrainisch Павло Миколайович Маков; * 28. August 1958 in Sankt Petersburg) ist ein ukrainischer Künstler. Er ist Mitglied der Royal Society of Painter-Printmakers, der Nationalen Akademie der Künste der Ukraine und ist Preisträger des Taras-Schewtschenko-Preises der Ukraine (2018).

## Leben und Wirken
Pawlo Makow studierte an der Krim-Kunsthochschule (Simferopol, Ukraine), an der Sankt Petersburger Kunstakademie im Jahr 1978 und an der Staatlichen Akademie für Design und Kunst Charkiw.
Seine Werke werden unter anderem im Victoria and Albert Museum in London, im Metropolitan Museum in New York, in der Nationalen Kunstgalerie in Kiew, im Osaka Contemporary Art Center im Museum für zeitgenössische Kunst auf Ibiza ausgestellt. Im Jahr 2009 wurden die Werke Makows bei Sotheby’s versteigert.
Trotz des russischen Überfalls auf der Ukraine nahm Pawlo Makow an der Eröffnung des ukrainischen Pavillons auf der Biennale in Venedig teil. Er präsentierte seine Skulptur „Brunnen der Erschöpfung. Hochwasser“.

## Ausstellungen (Auswahl)
- 2023 – Personnel in YermilovCentre[4]
- 2023 – Pages from Abracadabra – THE NAKED ROOM in L’Atlas, Paris[5]
- 2022 – Mappa Mundi in Odessa Kunstmuseum,[6]
- 2022 – Unfolding Landscapes in KunstCentret Silkeborg[7]
- 2021 – Remember Yesterday in PinchukArtCentre[8]
- 2018 – Notebook with a Missing Page bei Isoljazija[9]

## Bildbände (Auswahl)
- 2022 – The Fountain of Exhaustion. Acqua Alta,  Ist Publishing, 2022 ISBN 978-617-7948-18-5 (englisch)
- 2017 – Do Po, 2017 ISBN 978-966-97657-6-5 (englische)
- 2005 – Utopia Chroniki 1992–2005, Duch i Litera, Charkiw, ISBN 966-378-011-8